# Бородач (річка)
Бородач — річка  в Україні, у Глибоцькому  районі Чернівецької області, права притока Дереглую  (басейн Дунаю).

## Опис
Довжина річки приблизно 7 км. Формується з багатьох безіменних струмків.  

## Розташування
Бере  початок на північному сході від Червоної Діброви. Тече переважно на північний захід через Грушівку і у Волоці впадає у річку Дереглуй, праву притоку Пруту.